# Рашович, Виктор
Виктор Рашович (серб. Виктор Рашовић; род. 13 августа 1993, Белград) — сербский ватерполист, игрок клуба «Панатинаикос» и сборной Сербии.Чемпион Олимпийских игр 2024 года, бронзовый призёр чемпионата мира 2017 года, чемпион Европы 2018 года, чемпион Средиземноморских игр 2018 года.

## Карьера
На клубном уровне Виктор Рашович сначала играл за ВК «Белград», а с 2010 по 2015 год — в «Црвене звезде». С 2015 по 2017 годы играл в Испании, затем в Хорватии и Греции. В 2024 году Виктор присоединился к ВК «Панатинаикос».
С 2014 года привлекается в сборную страны. На чемпионате мира 2017 года в Будапеште в составе Сербии завоевал бронзовую медаль.
В 2018 году, на турнире который состоялся в Барселоне, стал чемпионом Европы.
На Олимпийских играх 2024 года в Париже сербы в финале встретились с Хорватией и победили 13-11. Виктор Рашович, забив гол в финале стал чемпионом Олимпийских игр.
Родной брат Страхиня Рашович также игрок национальной сборной по водному поло.

## Клубные трофеи
ВК «Црвена звезда»:
- Национальный чемпионат Сербии (2): 2012-13, 2013-14;
- Кубок Сербии (2): 2012-13, 2013-14;
- Лига Чемпионов ЛЕН (1): 2012-13;
- Суперкубок Европы (1): 2013.

ВК «Юг Дубровник»:
- Национальный чемпионат Хорватии (1): 2017-18;
- Кубок Хорватии (1): 2017-18;
- Адриатическая лига (1): 2017-18.

ВК «Солнок»
- Национальный чемпионат Венгрии (1): 2020-21;
- LEN Euro Cup (1): 2020-21.